# Иоанникий (Полонский)
Архиепископ Иоанникий (в миру Николай (по другим данным Иван) Никифорович Полонский; 1742, Полонное — 7 [19] февраля 1819, Каменец-Подольский) — епископ Русской православной церкви, архиепископ Подольский и Брацлавский.

## Биография
Родился в 1742 году на хуторе близ местечка Полонного Волынской губернии в семье крестьянина.
Окончил Киево-Могилянскую академию. Был пострижен в монашество, рукоположен во иеромонаха и назначен сначала преподавателем Смоленской духовной семинарии, а затем законоучителем сухопутного кадетского корпуса. За успешное преподавание Закона Божия был возведён в сан архимандрита и назначен настоятелем Константино-Еленинского монастыря во Владимире.
С 1779 года — ректор Тамбовской духовной семинарии и настоятель Нижеломовского Казанского монастыря Пензенской епархии, которым управлял 11 лет.
В 1784 году переводился в Ильинский Троицкий монастырь под Черниговом, но в связи с преобразованием монастыря в архиерейский дом в монастырь не поступил, а был возвращён на прежнее место. В январе 1790 года переведён настоятелем Нижегородского Печерского монастыря с определением первенствующим членом Нижегородской консистории.
С февраля 1794 года — настоятель Московского Донского монастыря и член Московской синодальной конторы.
12 апреля 1795 года вышел указ о его назначении на новообразованную Брацлавско-Подольскую епархию, а 13 мая того же года митрополитом Платоном (Левшиным) хиротонисан во епископа Брацлавского и Подольского; стал первым православным архипастырем Подолии. На его долю (при постоянном противодействии местной администрации, католического духовенства и польских помещиков) выпала забота по искоренению унии и укреплению в вере воссоединившихся с Православной Церковью.
Сначала резиденцией нового епископа был город Шаргород, затем — Каменец-Подольский. В 1797 году он открыл в Шаргороде духовную семинарию, в 1806 году она была перенесена в Каменец-Подольск.
В 1799 году кафедра была переименована в Подольскую и Брацлавскую; 15 сентября 1801 года возведён в сан архиепископа.
19 августа 1804 года награждён орденом Святой Анны 1-й степени.
Скоропостижно скончался 7 (19) февраля 1819 года. Погребён в Каменец-Подольском кафедральном соборе.